# Вагнер, Пола
Пола Вагнер (англ. Paula Wagner; 12 декабря 1946, Янгстаун, Огайо, США) — американский кинопродюсер, совместно с Томом Крузом основала продюсерскую компанию Cruise/Wagner Productions, член совета директоров Гильдии продюсеров Америки.

## Биография
Пола Вагнер, урождённая Пола Сью Кауфманн, родилась в Янгстауне в штате Огайо. Она была актрисой городского общественного театра, училась в драматической школе в Университете Карнеги — Меллон в Питтсбурге. Пола прервала обучение, ради выступления в нью-йоркском театре, но позже вернулась в Карнеги — Меллон и окончила его с наибольшим почётом. Вернувшись в Нью-Йорк, она вышла замуж за Робина Вагнера, известного бродвейского художника-постановщика.
Брак Вагнеров продлился недолго, однако позволил Поле завести знакомства в мире шоу-бизнеса и создать себе клиентскую базу, когда она занялась продюсерской деятельностью. Работая на лос-анджелесское букинговое-агентство Creative Artists Agency, Вагнер работала с такими звёздами как Том Круз, Шон Пенн, Оливер Стоун, Вэл Килмер, Деми Мур, Лиам Нисон, Роберт Таун и Кэтрин Бигелоу.
В 1993 году Вагнер после 15 лет работы оставила агентство и вместе с Томом Крузом основала компанию Cruise/Wagner Productions. Первым их совместным проектом стала картина «Миссия невыполнима», вышедшая на экраны в 1996 году и имевшая значительный коммерческий успех. Первоначально компания эксклюзивно работала со студией Paramount Pictures, но в 2006 году компании разошлись. За первым фильмом последовали и другие, в которых Круз и Вагнер выступали продюсерами. Общие сборы их кинопроектов превысили 3 миллиарда долларов.
В 2006 году Круз, Вагнер и Metro-Goldwyn-Mayer намеревались возродить кинокомпанию United Artists. Вагнер занимала управляющую должность, однако производство и дистрибуцию фильмов наладить не удалось, вследствие чего в 2008 году она покинула компанию. В том же году Вагнер основала собственную продюсерскую компанию Chestnut Ridge Productions, работающую не только в кинобизнесе, но и с телевидением и в театре.

## Продюсерские работы
- 1996 — Миссия невыполнима (продюсер)
- 1998 — Без предела (продюсер)
- 2000 — Миссия невыполнима 2 (продюсер)
- 2001 — Другие (исполнительный продюсер)
- 2001 — Ванильное небо (продюсер)
- 2002 — Наркобарон (исполнительный продюсер)
- 2003 — Афера Стивена Гласса (исполнительный продюсер)
- 2003 — Последний самурай (продюсер)
- 2004 — Охотник на убийц (продюсер)
- 2005 — Война миров (исполнительный продюсер)
- 2005 — Элизабеттаун (продюсер)
- 2006 — Спроси у пыли (продюсер)
- 2006 — Миссия невыполнима 3 (продюсер)
- 2008 — Глаз (продюсер)
- 2008 — Смертельная гонка (продюсер)
- 2010 — Смертельная гонка 2: Франкенштейн жив (исполнительный продюсер)
- 2012 — Джек Ричер (продюсер)